# Francesco Di Fulvio
Francesco Di Fulvio (Pescara, 15 agosto 1993) è un pallanuotista italiano, attaccante della Pro Recco e della Nazionale Italiana.

## Biografia
È figlio del pallanuotista ed allenatore Franco Di Fulvio, che nel 1988 conquistò il triplete con il Pescara. La madre Monica è un’insegnante di scuola nuoto alle Piscine Le Naiadi di Pescara. Anche i fratelli maggiori Andrea Di Fulvio e Carlo Di Fulvio sono pallanuotisti di caratura internazionale.
Cresce nel settore giovanile del Pescara, sotto la guida dell'olimpionico Marco D'Altrui. Con la nazionale giovanile ha vinto due medaglie d'oro europee e una medaglia d'oro mondiale. Con la Pro Recco ha conquistato otto scudetti, nove Coppe Italia, quattro Champions League e quattro Supercoppe LEN.
Ha rappresentato l'Italia ai Giochi olimpici estivi di Rio de Janeiro 2016, dove ha vinto la medaglia di bronzo. È campione del mondo con la nazionale italiana nel 2019, torneo nel quale verrà eletto anche miglior giocatore. È poi tornato alle Olimpiadi a Tokyo 2020, in cui il settebello si è classificato settimo.
È stato eletto miglior pallanuotista del mondo dal periodico Swimming World Magazine. Ha vinto il LEN Award 2019.

## Palmarès

### Club

#### Trofei nazionali
- Campionato italiano: 9

Pro Recco: 2014-15, 2015-16, 2016-17, 2017-18, 2018-19, 2021-22, 2022-23, 2023-24, 2024-25
- Coppe Italia: 9

Pro Recco: 2014-15, 2015-16, 2016-17, 2017-18, 2018-19, 2020-21, 2021-22, 2022-23, 2024-25

#### Trofei internazionali
- LEN Champions League: 4

Pro Recco: 2014-15, 2020-21, 2021-22, 2022-23
- Supercoppa LEN: 4

Pro Recco: 2015, 2021, 2022, 2023
- Coppe LEN: 1

Pro Recco: 2024-25

### Nazionale
- Olimpiadi

Rio de Janeiro 2016: 
- Mondiali

Gwangju 2019: 
Budapest 2022: 
Doha 2024: 
- Europei

Budapest 2014: 
Zagabria-Dubrovnik 2024: 
- Coppa del Mondo

Los Angeles 2023: 
- World League

Ruza 2017: 

## Riconoscimenti
- LEN Award: 2019
- Total Waterpolo Player Award: 2022[6]